# Dave Brown (hockey sur glace)
Pour les articles homonymes, voir Dave Brown et Brown.
Dave Brown (né le 12 octobre 1962 à Saskatoon au Canada) est un joueur professionnel et entraîneur canadien de hockey sur glace.

## Carrière
En raison de sa taille et de son poids, Brown a joué le rôle d'enforcer dans les différentes équipes où il est passé. En 1987, il purgea une suspension de 15 matchs à cause d'une blessure infligée à Tomas Sandström.

## Statistiques
Pour les significations des abréviations, voir Statistiques du hockey sur glace.
| Saison     | Équipe                 | Ligue      |     | Saison régulière | Saison régulière | Saison régulière | Saison régulière | Saison régulière |    | Séries éliminatoires | Séries éliminatoires | Séries éliminatoires | Séries éliminatoires | Séries éliminatoires |
| Saison     | Équipe                 | Ligue      | PJ  | B                | A                | Pts              | Pun              | PJ               | B  | A                    | Pts                  | Pun                  |                      |                      |
| 1980-1981  | Flyers de Spokane      | LHOu       | 9   | 2                | 2                | 4                | 21               | --               | -- | --                   | --                   | --                   |                      |                      |
| 1980-1981  | Terriers de Yorkton    | LHJS       |     |                  |                  |                  |                  |                  |    |                      |                      |                      |                      |                      |
| 1981-1982  | Blades de Saskatoon    | LHOu       | 62  | 11               | 33               | 44               | 344              | 5                | 1  | 0                    | 1                    | 4                    |                      |                      |
| 1982-1983  | Mariners du Maine      | LAH        | 71  | 8                | 6                | 14               | 418              | 16               | 0  | 0                    | 0                    | 107                  |                      |                      |
| 1982-1983  | Flyers de Philadelphie | LNH        | 2   | 0                | 0                | 0                | 5                | --               | -- | --                   | --                   | --                   |                      |                      |
| 1983-1984  | Indians de Springfield | LAH        | 59  | 17               | 14               | 31               | 150              | --               | -- | --                   | --                   | --                   |                      |                      |
| 1983-1984  | Flyers de Philadelphie | LNH        | 19  | 1                | 5                | 6                | 98               | 2                | 0  | 0                    | 0                    | 12                   |                      |                      |
| 1984-1985  | Flyers de Philadelphie | LNH        | 57  | 3                | 6                | 9                | 165              | 11               | 0  | 0                    | 0                    | 59                   |                      |                      |
| 1985-1986  | Flyers de Philadelphie | LNH        | 76  | 10               | 7                | 17               | 277              | 5                | 0  | 0                    | 0                    | 16                   |                      |                      |
| 1986-1987  | Flyers de Philadelphie | LNH        | 62  | 7                | 3                | 10               | 274              | 26               | 1  | 2                    | 3                    | 59                   |                      |                      |
| 1987-1988  | Flyers de Philadelphie | LNH        | 47  | 12               | 5                | 17               | 114              | 7                | 1  | 0                    | 1                    | 27                   |                      |                      |
| 1988-1989  | Oilers d'Edmonton      | LNH        | 22  | 0                | 2                | 2                | 56               | 7                | 0  | 0                    | 0                    | 6                    |                      |                      |
| 1988-1989  | Flyers de Philadelphie | LNH        | 50  | 0                | 3                | 3                | 100              | --               | -- | --                   | --                   | --                   |                      |                      |
| 1989-1990  | Oilers d'Edmonton      | LNH        | 60  | 0                | 6                | 6                | 145              | 3                | 0  | 0                    | 0                    | 0                    |                      |                      |
| 1990-1991  | Oilers d'Edmonton      | LNH        | 58  | 3                | 4                | 7                | 160              | 16               | 0  | 1                    | 1                    | 30                   |                      |                      |
| 1991-1992  | Flyers de Philadelphie | LNH        | 70  | 4                | 2                | 6                | 81               | --               | -- | --                   | --                   | --                   |                      |                      |
| 1992-1993  | Flyers de Philadelphie | LNH        | 70  | 0                | 2                | 2                | 78               | --               | -- | --                   | --                   | --                   |                      |                      |
| 1993-1994  | Flyers de Philadelphie | LNH        | 71  | 1                | 4                | 5                | 137              | --               | -- | --                   | --                   | --                   |                      |                      |
| 1994-1995  | Flyers de Philadelphie | LNH        | 28  | 1                | 2                | 3                | 53               | 3                | 0  | 0                    | 0                    | 0                    |                      |                      |
| 1995-1996  | Sharks de San José     | LNH        | 37  | 3                | 1                | 4                | 46               | --               | -- | --                   | --                   | --                   |                      |                      |
| Totaux LNH | Totaux LNH             | Totaux LNH | 729 | 45               | 52               | 97               | 1789             | 80               | 2  | 3                    | 5                    | 209                  |                      |                      |